# Stura di Demonte
Stura di Demonte (latin: Stura) er en 111 km lang flod i det nordvestlige Italien (Piemonte). Den er en biflod fra venstre til Tanaro, som igen er en biflod til Po. Den har sit udspring i Alperne, i nærheden af grænsen til Frankrig. Den løber gennem Demonte og Cuneo før den løber ud i Tanaro øst for Cherasco. 

## Notes
1. ↑  Source elevation taken from Comuni della Valle Stura - Comunità Montana Valle Stura di Demonte Arkiveret 9. august 2007 hos  Wayback Machine

44°39′14″N 7°52′31″Ø / 44.65389°N 7.87528°Ø